# Мансілья-де-лас-Мулас
Мансілья-де-лас-Мулас (ісп. Mansilla de las Mulas) — муніципалітет в Іспанії, у складі автономної спільноти Кастилія-і-Леон, у провінції Леон. Населення — 1913 осіб (2010).
Муніципалітет розташований на відстані близько 270 км на північний захід від Мадрида, 17 км на південний схід від Леона.
На території муніципалітету розташовані такі населені пункти: (дані про населення за 2010 рік)
- Мансілья-де-лас-Мулас: 1728 осіб
- Мансілья-дель-Есла: 128 осіб
- Вільйомар: 57 осіб

## Демографія
Динаміка населення (INE ):